# Christopher Jennings
Christopher Jennings (* 5. Mai 1991) ist ein ehemaliger südafrikanischer Straßenradrennfahrer.
Christopher Jennings wurde 2009 in der Juniorenklasse in Oudtshoorn südafrikanischer Meister im Straßenrennen. Im Einzelzeitfahren belegte er den zweiten Platz hinter dem Sieger Johann van Zyl. Außerdem gewann er eine Etappe bei der Tour du Pays de Vaud, wurde Fünfter bei der Juniorenversion der Ronde van Vlaanderen und er gewann Time Freight Midmar Notts. In der Saison 2010 wurde er jeweils Vierter bei VW Herald und bei Ulbeek-Wellen.
Letztmals hat Jennings im Mai 2005 mit der Bałtyk-Karkonosze Tour an einem Rennen des Rennkalenders der UCI teilgenommen.

## Erfolge
2009
- Südafrikanischer Meister – Straßenrennen (Junioren)

## Teams
- 2011 Burgos 2016-Castilla y León
- 2012 Rapha Condor
- 2013 La Pomme Marseille
- 2014 Bonitas Pro Cycling